# Bisdom Tyniec
Het bisdom Tyniec (Pools: Diecezja tyniecka) was een kortstondig bisdom in de Poolse deling van Oostenrijk.

## Geschiedenis
Het bisdom werd op 20 september 1821 per bul Studium paterni affectus door Paus Pius VII opgericht. Het plan voor een dergelijke oprichting zou in 1816, een jaar na het Congres van Wenen, ontstaan zijn. Het bisdom omvatte een gebied dat voorheen bij het aartsbisdom Krakau en Przemyśl hoorde. De Sint-Pieter en Pauluskerk in de Benedictijnse abdij van Tyniec werd een kathedraal en de Oostenrijkse benedictijnse professor theologie Gregor Ziegler verheven tot bisschop.
De bisschop stichtte in 1822 de theologische seminarie van Bochnia.
Ziegler verliet al na een paar jaar Tyniec om de overplaatsing naar Bochnia of Tarnów voor te bereiden. De bisschoppelijke zetel werd op 23 april 1826 per bul Sedium episcopalium translationes door Paus Leo XII naar Tarnów overgeplaats en tegelijkertijd werd het bisdom hernoemd naar het bisdom Tarnów.